# Місцино
Місцино (біл. вёска Месьціна) — село в складі Березинського району Мінської області, Білорусь. Село підпорядковане Селібській сільській раді, розташоване в східній частині області.